# Ligue Nationale de Football
Ligue Nationale de Football je nejvyšší alžírská ligová fotbalová soutěž. Je v ní 20 týmů.

## Nejúspěšnější týmy
1. JS Kabylie (14 ligových vítězství)
2. ES Sétif (8 ligových vítězství)
3. USM Alger (8 ligových vítězství)
4. CR Belouizdad (7 ligových vítězství)
5. MC Alger (7 ligových vítězství)
6. MC Oran (4 ligová vítězství)

## Týmy (2020/21)
- S Aïn M'lila
- ASO Chlef
- CA Bordj Bou Arréridj
- CR Belouizdad
- CS Constantine
- ES Sétif
- JS Kabylie
- JS Saoura
- JSM Skikda
- MC Alger
- MC Oran
- NA Hussein Dey
- NC Magra
- Olympique de Médéa
- Paradou AC
- RC Relizane
- US Biskra
- USM Alger
- USM Bel Abbès
- WA Tlemcen

## Přehled vítězů (od 1991/92)
- 1991-1992 : MC Oran
- 1992-1993 : MC Oran
- 1993-1994 : US Chaouia
- 1994-1995 : JS Kabylie
- 1995-1996 : USM Alger
- 1996-1997 : CS Constantine
- 1997-1998 : USM El Harrach
- 1998-1999 : MC Alger
- 1999-2000 : CR Belouizdad
- 2000-2001 : CR Belouizdad
- 2001-2002 : USM Alger
- 2002-2003 : USM Alger
- 2003-2004 : JS Kabylie
- 2004-2005 : USM Alger
- 2005-2006 : JS Kabylie
- 2006-2007 : ES Sétif
- 2007-2008 : JS Kabylie
- 2008-2009 : ES Sétif
- 2009-2010 : MC Alger
- 2010-2011 : ASO Chlef
- 2011-2012 : ES Sétif
- 2012-2013 : ES Sétif
- 2013-2014 : USM Alger
- 2014-2015 : ES Sétif
- 2015-2016 : USM Alger
- 2016-2017 : ES Sétif
- 2017-2018 : CS Constantine
- 2018-2019 : USM Alger
- 2019-2020 : CR Belouizdad